# Eyalet d'Aydın
Pour les articles homonymes, voir Aydın (homonymie).
1827–1864
Entités précédentes :
- Eyalet d'Anatolie

Entités suivantes :
- Vilayet d'Aidin

L'eyalet ou pachalik d'Aydın (ou Aïdin) est une province de l'Empire ottoman située en Anatolie, sur la mer Égée, créée en 1827 par division de l'ancien eyalet d'Anatolie. Sa capitale était, selon les époques, Aydın ou Izmir (Smyrne). La réforme administrative de 1864, qui transforme les eyalets en vilayets, en fait le vilayet d'Aydın.

## Histoire

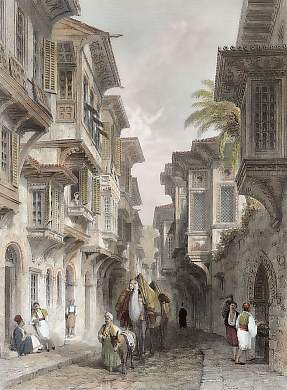
Une rue de Smyrne vers 1840, par Thomas Allom.

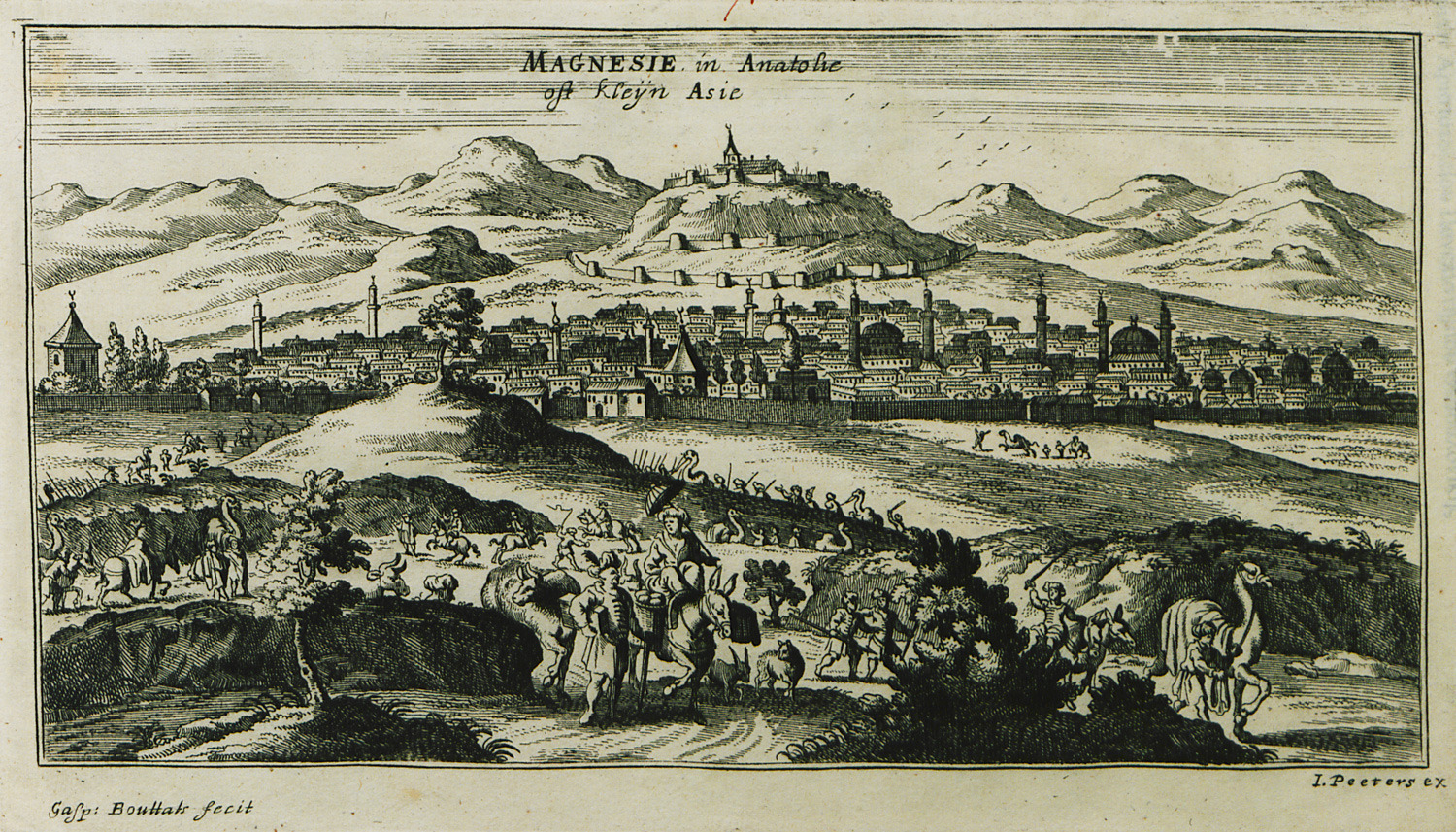
La ville de Magnésie (Manisa) en Asie mineure, gravure de Jacob Peeters, 1690.

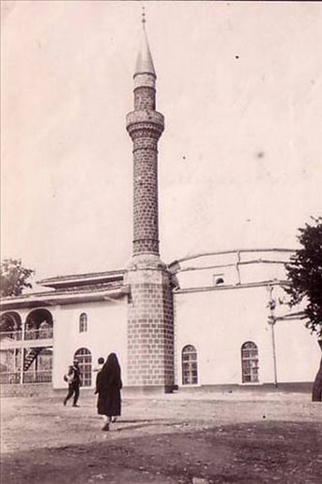
Mosquée Kurşunlu à Muğla, 2014.

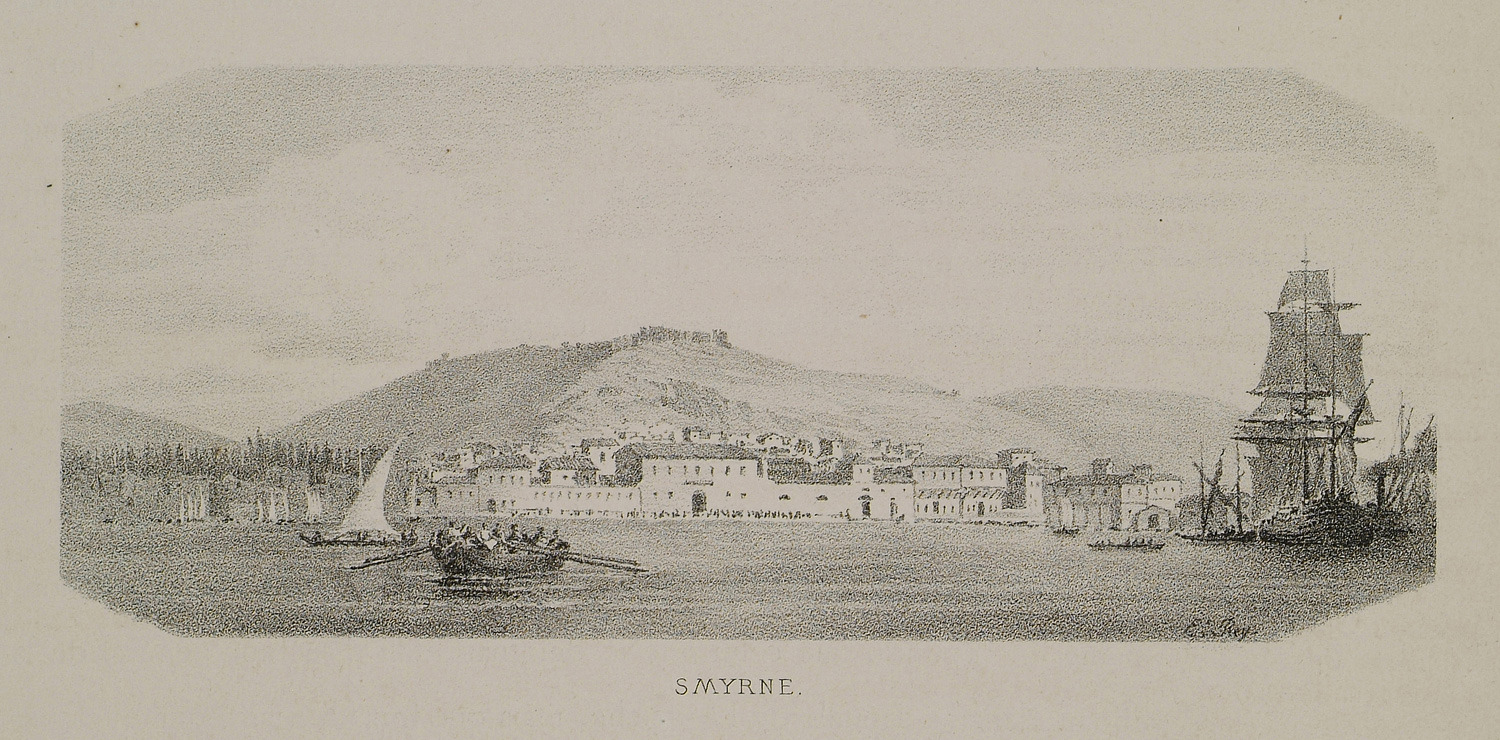
La ville de Smyrne en 1843-1844, par Étienne Rey, 1867.

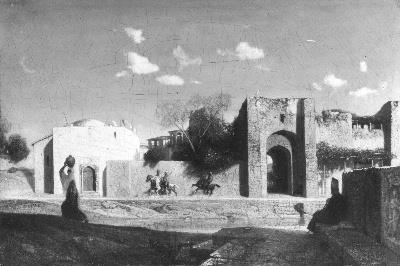
Ville d'Asie mineure, par Alexandre-Gabriel Decamps, 1846.

L'émirat d'Aydın, une des principautés turques issues du sultanat de Roum, est annexée par les Ottomans une première fois en 1390 et définitivement en 1490. Elle est rattachée au beylerbeylik d'Anatolie qui comprend toutes les possessions asiatiques des Ottomans.
Au début du XIXe siècle, la métropole de la province est Izmir, « centre du commerce du Levant », avec 130 000 habitants. Elle exporte des soies, tissus en poil de chameau ou de chèvre, cotonnades, mousselines, tapis, drogueries, ainsi que des bijoux, perles et pierres précieuses. Les rues sont étroites et les maisons basses et d'apparence modeste, si luxueux que soit leur intérieur, pour échapper aux exactions des autorités turques. Le quartier « franc », c'est-à-dire des Européens, est gouverné de façon autonome par les consuls de leurs pays d'origine.
Les autres grandes villes sont Aydın, aussi appelée Güzelhisar (« belle forteresse », 20 000 à 30 000 habitants), Kasaba (Turgutlu, 6 000 maisons environ) et Manisa (40 000 habitants). La région de Manisa, à forte population grecque d'Ionie, est gouvernée depuis le milieu du XVIIIe siècle par la famille Karaosmanoğlu (en). Plusieurs ports secondaires se trouvent le long de la mer Égée : Foça, l'ancienne Phocée ; Kuşadası (Scala Nova) ; et Bodrum, l'ancienne Halicarnasse, où se trouve un petit chantier naval. Les Karaosmanoğlu sont une des lignées féodales de derebey (en)s (« seigneurs des vallées ») qui tiennent des territoires plus ou moins étendus en Asie mineure. Selon l'archéologue français Charles Texier : « La famille des Kara-Osman-Oglou, qui a possédé pendant plusieurs siècles toute la vallée du Méandre, n'a rien laissé comme souvenir, ni routes, ni fontaines, ni aqueducs ; tout leur luxe consistait à entretenir des bandes d'irréguliers qui étaient un fléau pour les villages environnants ». En 1833, le sultan Mahmoud II oblige les Karaosmanoğlu à se soumettre à l'autorité ottomane, avec un titre de pacha qu'ils doivent faire renouveler chaque année. Les Zeybeks, population de montagnards pillards qui servaient de milice aux derebeys, sont astreints au service dans l'armée ottomane tout en conservant leurs propres coutumes ; ils ne cessent pas pour autant de rançonner les marchands et les villageois grecs. Malgré ces exactions, Aydın est une ville prospère, estimée à 60 000 habitants et 12 000 maisons vers 1860 dont seulement une centaine de maisons grecques, un carrefour de caravanes, avec des tanneries et un artisanat du coton. La plaine environnante, très fertile, produit la vigne, l'olivier et le figuier.
En 1856, une compagnie britannique, l'Ottoman Railway Company (en), obtient une concession pour la première voie ferrée de l'Empire ottoman, la ligne d'Izmir à Aydın.

## Subdivisions

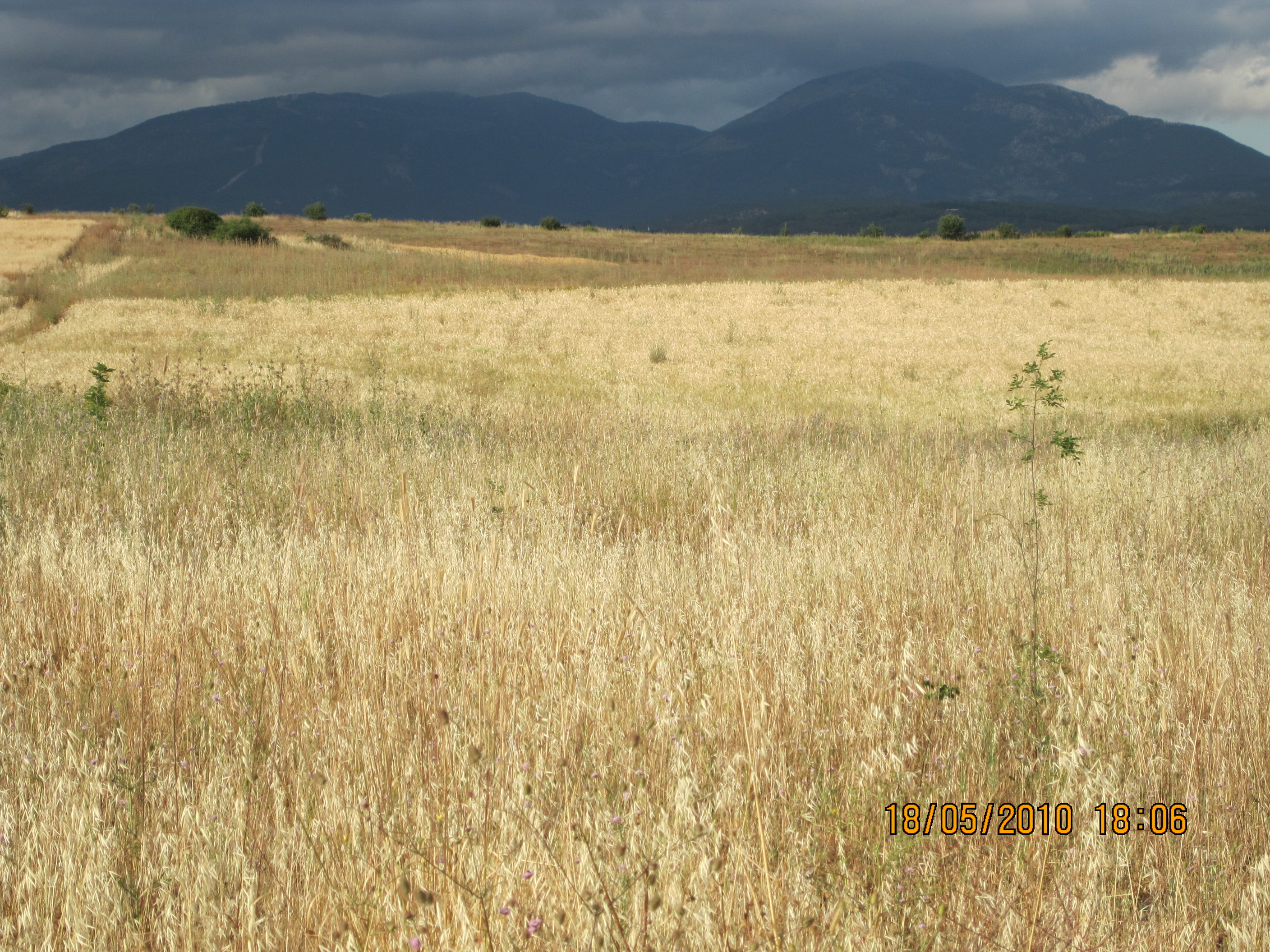
La plaine du Méandre, 2010.

La province est subdivisée en 5 sandjaks :
- Sandjak de Saruhan (Manisa)
- Sandjak de Sığla (Izmir)
- Sandjak d'Aydın
- Sandjak de Menteşe (Muğla)
- Sandjak de Denizli

### Sources et bibliographie
- (en) Cet article est partiellement ou en totalité issu de l’article de Wikipédia en anglais intitulé « Aidin Eyalet » (voir la liste des auteurs) dans sa version du 15 novembre 2016.
- Conrad Malte-Brun, Précis de la géographie universelle, Volume 8, Paris, 1835
- Charles Texier, Asie mineure, description géographique, historique et archéologique des provinces et villes de la Chersonèse d'Asie, Paris, 1862